# Беркович Ісаак Якович
Ісаак Якович Беркович (*28 грудня 1902, м. Київ — †5 січня 1972, Київ, УРСР) — український композитор і педагог. Член Національної спілки композиторів УРСР.

## Біографія
Ісаак Беркович народився в Києві у родині годинникового майстра.
У 1920 р. вступив у Київську консерваторію. Навчався у класі фортепіано в професора В. Пухальського і водночас вивчав курс музичної
теорії та композиції у професора Б. Лятошинського. Закінчив консерваторію у 1925 р.
З 20 років І. Беркович почав займатися педагогічною діяльністю. До 1930 р. він працював у київській музичній школі № 6.
У 1925–1941 рр. був педагогом у Київському музичному училищі, а також викладачем у Київській вечірній консерваторії.
У 1933–1941 рр. був асистентом, з 1947 р. — доцентом, з 1969 р. — професором Київської консерваторії.
Паралельно з педагогічною роботою Беркович займався композиторською діяльністю, створюючи, в основному, фортепіанні твори. Автор навчально-методичного посібника «Школа гри на фортепіано» (1960), за яким навчалося не одне покоління музикантів.

## Твори
Для ф-п. і струн. орк. — 3 концерти (1961, 1963 1968), Варіації на тему Паганіні (1967); тріо (1928); для ф-п — 2 сонати (1922, 1941), 3 сонатини (1952), 30 легких п'єс (1938), 35 етюдів (1950), зб. поліфонічних п'єс (1950), Варіації на народні теми (1963), 24 прелюдії (1965); Школа гри на фортепіано (1960), цикли пед. п'єс і ансамблів та ін .; для орк. нар. інстр. — Сюїта (1964); для скр. з ф-п. — П'єси (1958); для влч. з ф-п. — 2 п'єси (1956), 5 п'єс (1965); для домри з ф-п. — 10 п'єс; для 2 домр з ф-п. — 9 п'єс; для 2 домр — 7 п'єс (1959); для голосу з ф-п. — Дума (сл. Т. Шевченка) та ін .; 10 дит. п'єс (сл. Г. Демченко, 1957), Пісня про пісню (сл. І. Тутковської, 1957).

### Ноти творів
- musopus.net [Архівовано 21 вересня 2020 у Wayback Machine.]